# Kimberley, Western Australia
Kimberley är en region i norra Western Australia. Befolkningen är ganska jämnt fördelad i regionen.

## Geografi
Kimberley-regionen är västra Australiens nordligaste region. Den gränsar i väst till Indiska oceanen, i norr till Timorhavet och i öst till Northern Territory.
Området är tre gånger större än England och omfattar hela Australiens nordvästra hörn. Det bor dock färre än 40 000 personer i området (2023). Landskapet är gammalt och är en av världens mest värdefulla vildmarksregioner. I Kimberley finns ett rikt djurliv, kanjoner och sötvattenssimhål. Klimatet är subtropiskt monsunklimat.

## Styre och politik
Regionen omfattar fyra lokala förvaltningsområden:
- Broome Shire
- Derby-West Kimberley Shire
- Halls Creek Shire
- Wyndham-East Kimberley Shire

## Ekonomi och infrastruktur

### Näringsliv
Regionens ekonomi bygger bland annat på gruvdrift, jordbruk och turism. I gruvorna utvinns främst diamanter (1/3 av världsproduktionen) bly och zink. Det finns även ett oljefält.

### Infrastruktur

#### Transporter
I väst är Broome International Airport en viktig inkörsport till regionen och i öst Kununurra flygplats.

## Befolkning
De tre största städerna i Kimberley är Broome, Kununurra och Derby. Ungefär hälften av befolkningen bor i de tre största orterna,  medan den andra halvan återfinns i en rad mindre orter.[källa behövs] Ungefär 50 procent av befolkningen är aboriginer, som tillsammans talar omkring 30 olika språk.